# Xerosaprinus viator
Xerosaprinus viator är en skalbaggsart som först beskrevs av Sylvain Auguste de Marseul 1855.  Xerosaprinus viator ingår i släktet Xerosaprinus och familjen stumpbaggar. Inga underarter finns listade i Catalogue of Life.